# 3 Brygada Pontonowo-Mostowa
3 Zmotoryzowana Brygada Pontonowo-Mostowa (także zwana 3 Warszawska Brygada Pontonowo-Mostowa – związek taktyczny wojsk inżynieryjno-saperskich ludowego Wojska Polskiego.

## Formowanie i szkolenie
Plan rozbudowy Wojska Polskiego przewidywał sformowanie jednego związku pontonowo-mostowego, zapewniającego forsowanie szerokich przeszkód wodnych. Brygada została sformowana w Lubartowie na podstawie rozkazu nr 50 Naczelnego Dowództwa Wojska Polskiego z 10 października 1944, jako jednostka odwodu Naczelnego Dowództwa WP. Ze względu na brak możliwości uzyskania nowego sprzętu pontonowo-mostowego faktycznie utworzono jedynie sztab i jednostki brygadowe. Istniejące już cztery bataliony pontonowo-mostowe (6, 33, 35 i 31) włączono w skład brygady, z tym że 31 bpont-most. wszedł tylko organizacyjnie w skład brygady i pozostawał jednostką samodzielną. Także 6 bpont-most pozostawał w podporządkowaniu Naczelnego Dowództwa WP do odwołania. Brygada była tworzona zgodnie z etatami: dowództwo – 68 osób, etat 012/79; samodzielna kompania dowodzenia – 85 osób, etat 012/80; 3086 poczta polowa – 4, etat 014/97 W, 6 zbpont-most – 500 osób, etat 012/81; 33 zbpont-most – 500 osób, etat 012/81; 35 zbpont-most – 500 osób, etat 012/81. Formowanie batalionów (oprócz 6) odbyło się w kraju. 31 bat. formowano we Włodawie, 33 bat. w m. Leszkowice, 35 w m. Brzeziny. W Lubartowie formowano dowództwo i sztab Brygady oraz jednostki zabezpieczające. Równocześnie z formowaniem przystąpiono do szkolenia. W początkowym okresie żołnierze przechodzili szkolenie ogólnowojskowe i polityczne. Szkolenie specjalistyczno-saperskie zaczęto prowadzić po sformowaniu pełnoetatowych pododdziałów. Bataliony szkoliły się samodzielnie. Ujednolicenie szkolenia w batalionach zaczęło się po sformowaniu sztabu brygady. Bataliony pont.-mostowe miały przygotować specjalistów budowy przepraw ciężkich z posiadanych parków i budowy mostów stałych. W szkoleniach z przepraw uwzględniano specyfikę parków: 6 i 33 bat miały parki stalowe N2P (nowy park wzoru 2), bataliony 33 i 35 parki DMP-2 (drewniany park mostowy wz. 2). W szkoleniu zgrywano bataliony w zakresie łączenia odcinków mostów. Oprócz tego szkolono saperów w minowaniu, wykonywaniu przejść w polach minowych oraz budowie i utrzymaniu dróg.

### Skład organizacyjny
- Dowództwo 3 Brygady Pontonowo-Mostowej
- dowódca płk Adam Chowratowicz (25 X 1944 - XI 1945)
- z-ca d-cy ds. politycznych – por. Józef Stebelski (od 1.03.1945 do końca wojny)
- z-ca d-cy ds. technicznych – płk. Aleksander Ogłobin (10.10.1944 – 05.01.1945)
- z-ca d-cy ds. technicznych – kpt. Wiktor Machrowski (05.01.1945 – 01.02.1945)
- z-ca d-cy ds. technicznych – kpt. Mikołaj Buczyn (od 1.02.1945 do końca wojny)
- szef sztabu ppłk Grzegorz Sawnatiejew (10.10.1944 – 01.01.1945)
- szef sztabu mjr Jan Łapikow (01.01.1945 – 08.02.1945)
- szef sztabu ppłk Mikołaj Bielikow (od 8.02.1945 do końca wojny)

Pododdziały
- kompania sztabowa
- 6 zmotoryzowany batalion pontonowo-mostowy
- 31 zmotoryzowany batalion pontonowo-mostowy
- 33 zmotoryzowany batalion pontonowo-mostowy
- 35 zmotoryzowany batalion pontonowo-mostowy
- 3086 wojskowa stacja pocztowa (według etatu nr 014/97W)
- oddział informacji

25 grudnia 1944 stan ewidencyjny wynosił 1952 żołnierzy, w tym 168 oficerów, 356 podoficerów i 1428 szeregowych. Na uzbrojeniu i wyposażeniu brygady znajdowała się następująca broń i sprzęt saperski: 550 karabinów, 804 pistolety maszynowe, 28 ręcznych karabinów maszynowych, 12 przeciwlotniczych karabinów maszynowych i 127 samochodów oraz w każdym batalionie po jednym parku pontonowym N2P-41, tartaku na samochodzie, kafarze na samochodzie, komplecie do nurkowania

## Działania bojowe
12 stycznia 1945 Brygada została podporządkowana dowództwu 1 Armii WP i wówczas zmieniła miejsce postoju, przenosząc się z Lubelszczyzny do rejonu Warszawy. Sztab brygady stanął w Rembertowie. Brygada brała udział w przygotowaniu operacji wiślańsko-odrzańskiej, a konkretnie w przygotowaniu przepraw przez Wisłę dla 1 Armii. W tym celu 6 bpont-most prowadził rozpoznanie rzeki na odcinku Jabłonna – Karczew. Batalion od 12 stycznia był ześrodkowany w Sobienie Jeziory. Zgodnie z rozkazem dowódcy Wojsk Inżynieryjno-Saperskich WP nr 04 z 14.01.1945 od 16 stycznia miała realizować zadania postawione przez dowódcę 1 Armii. Pierwszym zadaniem bojowym brygady było zbudowanie mostu przez Wisłę w rej Świdrów Małych. Dowództwo 1 Frontu Białoruskiego zmieniło jednak zadanie armii i brygada otrzymała zadanie budowy mostu pontonowego na wysokości Cytadeli Warszawskiej. Ilość sprzętu w czterech batalionach pozwalała na wykonanie mostu na całą szerokość rzeki. Do budowy mostu 30 tonowego z parku N2P potrzeba było 286 osób, z parku DMP-2 tej samej nośności 231 osób. Oznaczało to że do budowy mostu z dwóch parków metalowych i dwóch parków drewnianych potrzebnych było 1034 pontonierów. Wystąpiły trudności z przerzutem sprzętu pontonowego z rejonu Rembertowa w rejon Cytadeli. Do przerzutu dwóch parków DMP i jednego parku N2L potrzeba było 240 samochodów. Brygada dysponowała (bez 6 batalionu, który miał pełne zabezpieczenie) 10 samochodami. Wzmocniona 47 samochodami stopniowo przerzuciła sprzęt. W tym czasie oddziały 3 BPont-Most przejęły w rejonu Ostrówka budulec na budowę mostu stałego przez Wisłę od 1 BSap (budulec wykorzystano później do budowy stałego mostu niskowodnego w rejonie mostu Poniatowskiego). Sztab brygady opracował plan budowy mostu. Oś mostu przebiegała 160 m na północ od mostu średnicowego. Bataliony otrzymały po 150 mb brzegu jako rejony dla składania pontonów. 18 stycznia o 19:00 most oddano do użytku. W oś mostu zamontowano 35 członów z parku DMP-2, 8 członów z parku N2P plus 2 części przejściowe. Most miał nośność 16 ton i długość 430 mb. Po wyzwoleniu Warszawy 1 Armia WP otrzymała zadanie przeprowadzenia działań na prawy skrzydle 1 Frontu Białoruskiego w kierunku Bydgoszczy celem zabezpieczenia skrzydeł 1 i 2 frontów białoruskich. 21 stycznia 3 Brygada wyszła z podporządkowania 1 Armii i wróciła w podporządkowanie ND WP. 23 stycznia 1 Armii przydzielono z powrotem 6 i 31 bpont-most. 33 i 35 bataliony pozostały w mieście celem ochrony i utrzymania służby porządkowo-ochronnej na mostach pontonowych oraz oczyszczania koryta Wisły z wraków. 31 batalion uczestniczył przy oczyszczaniu dna Bugu na odcinku Niemirów, Wyszków. Bataliony 33 i 35 pełniły służbę przy mostach do 6 lutego, tj. do czasu wybudowania przez saperów Armii Czerwonej mostu wysokowodnego. Most służył m.in. ludności. 6 bpont-most został podporządkowany 2 Armii Pancernej Gwardii. Na początku lutego dotarł on z oddziałami radzieckimi nad Odrę pod Kostrzynem. Saperzy 6 batalionu razem z czołgistami radzieckimi bronili pierwszego przyczółka na Odrze. 23 lutego 1945 polscy saperzy z 6 batalionu wbili na zachodniej granicy Państwa pierwsze polskie słupy graniczne pod wsią Czelin.
W ramach przygotowania do operacji brandenburskiej, od 21 marca 1945, wojska inżynieryjno-saperskie 1 Armii WP rozpoczęły szkolenie związane z przygotowaniem do wykonania nowych zadań związanych z pokonaniem szerokich przeszkód wodnych, a szczególnie budowy mostów pontonowych i stałych pod obciążenia 16–60 ton. 11 kwietnia 1945 6 bpont-most. wrócił w szeregi 1 Armii i 13 kwietnia przegrupował się w rejon Gozdowic. 31 bpont-most. 14-15 kwietnia przegrupował się w ten sam rejon. 6 i 31 batalion miały pełne stany osobowe po ok. 500 żołnierzy i parki pontonowe N2P. Pozostałość 3 BPont-Most. przegrupowywała się nad Odrę w drugim rzucie armii. 6 i 31 bpont-most. jako grupa "ciężkich przepraw" miały organizować przeprawę promową przez Odrę w rejonie Gozdowic, następnie przejść z przeprawy promowej w przeprawę mostową pod obciążenie 16 ton. Wieczorem 15 kwietnia 6 bpont-most. zmontował prom 60-tonowy którym przeprawiał czołgi. W nocy 15/16 kwietnia zbudował promy 30-tonowe którymi przeprawiał 3 Dywizję Piechoty. Część 6 batalionu przygotowała 60 DSŁ (desantowa łódź składana) do forsowania Odry przez piechotę. Po zdobyciu i rozszerzeniu przyczółka, 6 i 31 bataliony przy wsparciu 9 bsap, przystąpiły do budowy mostu pontonowego 16 tonowego, po którym przeprawiła się artyleria armijna, tyły 2 i 3 Dywizji Piechoty i 17 kwietnia 4 Dywizja Piechoty (przez most przepuszczono 685 samochodów, 530 furmanek, ok. 25 tys. żołnierzy. Z mostu skorzystały też oddziały radzieckiej 47 Armii Pancernej). Most w nocy 17/18 kwietnia przerzucono w rejon Łysogórek (6 km w dół rzeki od istniejącego mostu). Most pracował do 21 kwietnia wieczorem. Równolegle z mostem pontonowym 18 - 21 kwietnia, 9 i 11 batalion 1 BSap przy udziale 2 batalionu budowy dróg i 3 batalionu budowy mostów wybudowały 220 mb niskowodnego mostu stałego pod obciążenie 30 ton. 21 kwietnia 6 bpont-most. wybudował 16-tonowy most pontonowy w rej. Neugaul. Następnie zbudował w tym rejonie 16 tonowy most stały zwalniając pontony. 23 kwietnia 6 i 31 bataliony znalazły się w trzecim rzucie 1 Armii, gdzie przystąpiły do rozpoczęcia przygotowania przepraw na Kanale Hohenzollernów. 6 bpont-most. zbudował przez obydwie odnogi kanału 16-tonowy most pontonowy (50 i 30 mb) po którym przeprawiono 3 DP. Obok mostu pontonowego wybudował 16-tonowy most stały o długości 30 mb.
23.04.1945 1 Armia WP przeszła do obrony. To pomogło saperom zakończyć budowę mostów stałych. 6 bpont-most. zbudował 60-metrowy most stały pod obciążenie 30 t. w m. Oranienburg. 26/27 kwietnia 1 Armia WP otrzymała rozkaz do prowadzenia działań zaczepnych. 28 kwietnia 31 bpont-most ześrodkował się w m. Pessin, z wyjątkiem kompanii utrzymującej przeprawę promową. W okresie 21-30 kwietnia oddziały inżynieryjno-saperskie w tym 6 i 31 bpont-most zrealizowały szereg przedsięwzięć zapewniających swobodę działania związków taktycznych i oddziałów oraz artylerii i broni pancernych (m.in. odbudowę dróg, przełożenie nowych dróg, oczyszczenie z min i niewybuchów rejonów).

### Udział 6 bpont-most w walkach o Berlin
Pierwsze walki o Berlin rozpoczęły się 21 kwietnia 1945 25 kwietnia miasto zostało okrążone przez 1 Front Białoruski i 1 Front Ukraiński przez połączenie frontów na płn-zach. od Poczdamu. 26 kwietnia 6 bpont-most wszedł w podporządkowanie 2 Armii Pancernej Gwardii. Rozkaz o podporządkowaniu 6 batalion otrzymał 25 kwietnia w czasie budowy mostu w Oranienburgu. 25 kwietnia batalion zwinął swoje przeprawy i 26 został przerzucony w rejon Berlina. 30 kwietnia zostały wydzielone z 1 Armii WP i podporządkowane 2 Armii Pancernej Gwardii 1 Dywizja Piechoty i 2 Brygada Artylerii Haubic. Jednostki te wzięły udział w ostatecznym szturmie Berlina. Głównym zadaniem 6 batalionu była organizacja przepraw przez Szprewę dla czołgów 2 Armii Pancernej gen. Bogdanowa. Batalion wszedł w jej skład na przedpolach Berlina. Saperzy nie wykonywali w początkowym okresie żadnych zadań pontonowo-mostowych. W walkach ulicznych rozbierali barykady, oczyszczali ulice, usuwali miny, torowali drogi. Wieczorem 26 kwietnia batalion przystąpił do budowy mostu na Szprewa Szprewie w dzielnicy Moabit. Most był budowany pod ostrzałem artylerii. Mimo strat w ludziach prace były prowadzone bez przerwy. Niejednokrotnie pontonierzy odpierali ataki hitlerowców razem z fizylierami i czołgistami rosyjskimi. 27 kwietnia most był gotowy. Po wybudowaniu mostu batalion odbudowywał znajdujący się w pobliżu most kolejowy, przystosowując go jednocześnie do ruchu kołowego. 28 kwietnia od 8:30 przez most pontonowy rozpoczęła się przeprawa. W ciągu 69 godzin przeszło przez most 30 czołgów, 1660 dział, 10200 samochodów, 4000 furmanek i 7800 żołnierzy. Żołnierze 6 bpont-most. zawiesili polski sztandar w Berlinie. 28 maja 1945 sztandar 6 bpont-most. został udekorowany orderem Czerwonego Sztandaru.

### Nad Hawelą
1 maja 1945 w pasie działania 1 Armii WP nieprzyjaciel stawiał opór. 2 maja 1 Armia wyszła dwoma dywizjami (4 i 6 Dywizja Piechoty) na brzeg Haweli, przy czym 14 pułk piechoty 6 DP uchwycił przyczółek. 31 bpont-most oraz 8 i 10 bsap 1 BSap. miał zabezpieczać działania 4 DP ewentualnie 2 DP. 3 maja 31 batalion z 8 bsap zbudowały przez Hawelę w rej. Meklenburga 16-tonowy most pontonowy o długości 80 m. Most był wykorzystywany do 7 maja. 31 batalion oprócz zabezpieczenia mostu organizował przeprawy w innych rejonach, m.in. zbudował dwa promy 16-tonowe. Na tej przeprawie przerzucał czołgi i artylerię. 4 maja 31 batalion zbudował ostatni prom. Na Haweli zakończyły się działania saperów 1 Armii WP.

## Udział w rozminowaniu i oczyszczaniu terenów
3 Brygada Pont-Most w rozminowaniu kraju brała udział w ograniczonym zakresie. Po wybudowaniu w styczniu mostów na Wiśle, 33 i 35 bataliony utrzymywały mosty i oczyszczały koryto rzeki z wraków i innych pozostałości wojennych, rozminowywały wały nadwiślańskie i niszczyły przedmioty wybuchowe. Wykonywały też niewielkie doraźne i pilne prace związane z likwidacja amunicji i min w Warszawie i okolicach. Brygada brała udział w rozminowaniu wałów przeciwpowodziowych nad Wisłą od Sandomierza do Modlina. Po przeniesieniu Brygady we wrześniu 1945 do Włocławka wydzielono z niej część sił do niszczenia min i amunicji w jego okolicach. W lutym 1946 Brygadę przeformowano na 1 Warszawski pułk pontonowy. Etat został zmniejszony. Pułk miał: dowództwo i sztab, sekcje polityczną, kwatermistrzostwo, kompanię administracyjną, kompanie techniczną, kompanię pontonową, kompanię szkolna i cztery bataliony saperów, po trzy kompanie każdy. Zgodnie z nowym etatem było w pułku: 89 oficerów, 163 podoficerów i 748 szeregowych, razem 1000 osób (etat wojenny Brygady miał 2685 osób). Pułk w 1946 skompletowany był w 86,4%. 1 Pułk Pontonowy w 1946 przystąpił do rozminowania kraju jako jeden z dwudziestu oddziałów wydzielonych dla tego zadania. Brygada rozminowała 47930 ha gruntów ziemi ornej, łąk i lasów, unieszkodliwiła 65 tys. min, 110 tys. bomb lotniczych, 249 tys. pocisków artyleryjskich i moździerzowych, 28,1 tys. granatów ręcznych i 6,148 mln szt. amunicji różnej.
Brygada ochraniała mosty na Wiśle w rejonie Annopola, Sandomierza i Baranowa, Chełmna i Torunia, likwidowała zatory lodowe w rej. Gostynina i Aleksandrowa Kujawskiego, ochraniała stopień wodny we Włocławku, umacniała wały przeciwpowodziowe w rej. Torunia. Wykonywała prace na rzecz gospodarki narodowej i wojska, odbudowując mosty i drogi w rej. Rajczy (Podkarpacie), w ramach likwidacji skutków powodzi. Wybudowała dwa mosty składane o długości 96 m w Dźwirzynie k. Kołobrzegu i o długości 196 m w Bieszczadach, 7 mostów składanych w Warszawie przy budowie Trasy Łazienkowskiej, przeciągała linie wysokiego napięcia przez Wisłę we Włocławku i Nieszawie, rozebrała 392 mb mostu Bayleya w Szczecinie, brała udział w rozbudowie poligonowej bazy szkoleniowej wojska i budowała ośrodki wypoczynkowe.

## Sztandar i wyróżnienia
Sztandar ufundowany przez społeczeństwo Włocławka wręczono brygadzie 29 września 1945. Wręczenia dokonał gen Karol Świerczewski (sztandar ten w 1958 r, przekazano do Muzeum WP). Na mocy rozkazu Naczelnego Dowódcy WP nr 263 z 1 listopada 1945 brygada została odznaczona Orderem Krzyża Grunwaldu III klasy. W uznaniu zasług bojowych w szturmie Berlina uchwałą Rady Najwyższej ZSRR z 8 VII 1945 Brygada została odznaczona Orderem Czerwonej Gwiazdy. Jednostce nadano tytuł wyróżniający i miano „Warszawskiej”. Brygadę wyróżniono także Złotą Odznaką Honorową miasta stołecznego Warszawy i złotą odznaką Za zwalczanie Powodzi. 21 października 1958 w XV rocznicę LWP pułk otrzymał nowy sztandar nadany przez Radę Państwa. Aktu wręczenia dokonał szef Wojsk Inżynieryjnych MON gen. Stanisław Świnarski.

## Zmiany organizacyjne
Wiosna 1946 3 Brygadę Pontonowo-Mostową przeformowano na 1 pułk pontonowy. Pułk stacjonował we Włocławku. W 1949 w związku z przeformowaniem 1 pułku saperów z Brzegu na 1 pułk pontonowy, 1 ppont z Włocławka przemianowano na 3 pułk pontonowy.